# Werl
Werl (anciennement écrit Werle en français) est une petite ville de Rhénanie-du-Nord-Westphalie en Allemagne. 

## Géographie
Elle se trouve dans l'arrondissement de Soest dans la région administrative d'Arnsberg, facilement accessible car elle se trouve entre le Sauerland, le Münsterland et la région de la Ruhr, sur un axe commercial médiéval, le Hellweg.

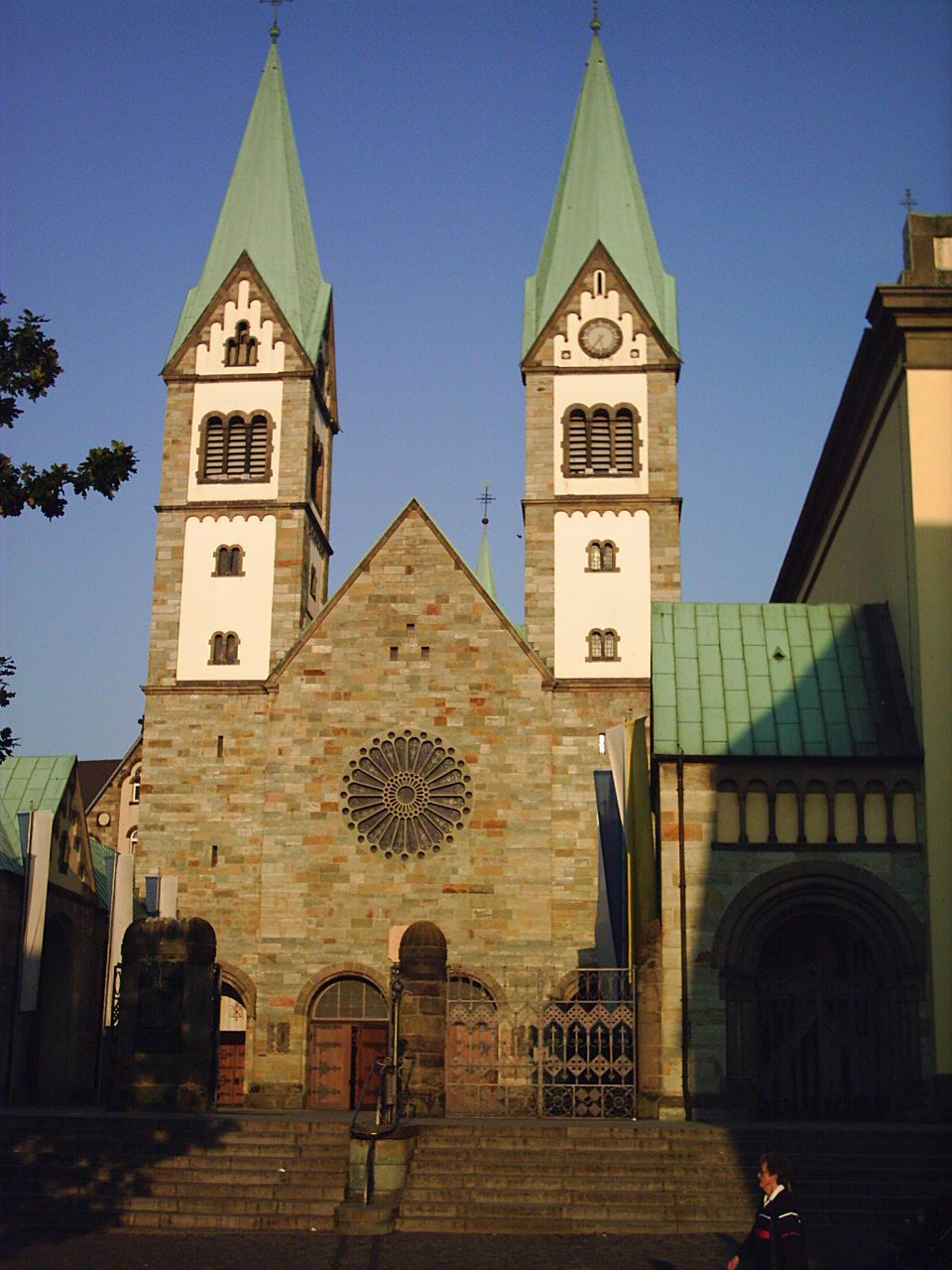
Façade de la basilique de la Visitation.

## Histoire
Werl était membre de la Hanse au Moyen Âge. Elle abrite une statuette du XIIe siècle de la Vierge Marie, Consolatrice des Affligés, depuis 1661 qui est l'objet d'un pèlerinage marial.
Cette statue se trouve aujourd'hui dans la basilique de la Visitation de Werl, ou Wallfahrtsbasilika, desservie par l'ordre franciscain, dont le couvent se trouve à proximité. Werl est le troisième lieu de pèlerinage par importance en Allemagne.
Le 3 juillet 1761, durant la guerre de Sept Ans, eut lieu le combat de Werle (également appelé combat de Schaffhausen) entre les troupes françaises et prussiennes

## Patrimoine
- Église des capucins (ancienne église de pèlerinage), fin XVIIIe siècle, baroque
- Basilique de la Visitation (nouvelle église de pèlerinage), début XXe siècle, néoromane

## Personnalités
- Hedwig Dransfeld (1871-1925), femme politique, écrivaine et féministe catholique
- Franz von Papen (1879-1969), militaire, homme politique et diplomate ; chancelier sous la République de Weimar et vice-chancelier d'Hitler, est né à Werl
- Heinrich von Rustige (1810-1900), peintre, est né à Werl
- Kaspar Schwarze (1830-1911), religieux catholique allemand est décédé à Werl
- Dan Lacksman (1950) Compositeur et Ingénieur du son belge, ancien membre du groupe Telex y est né

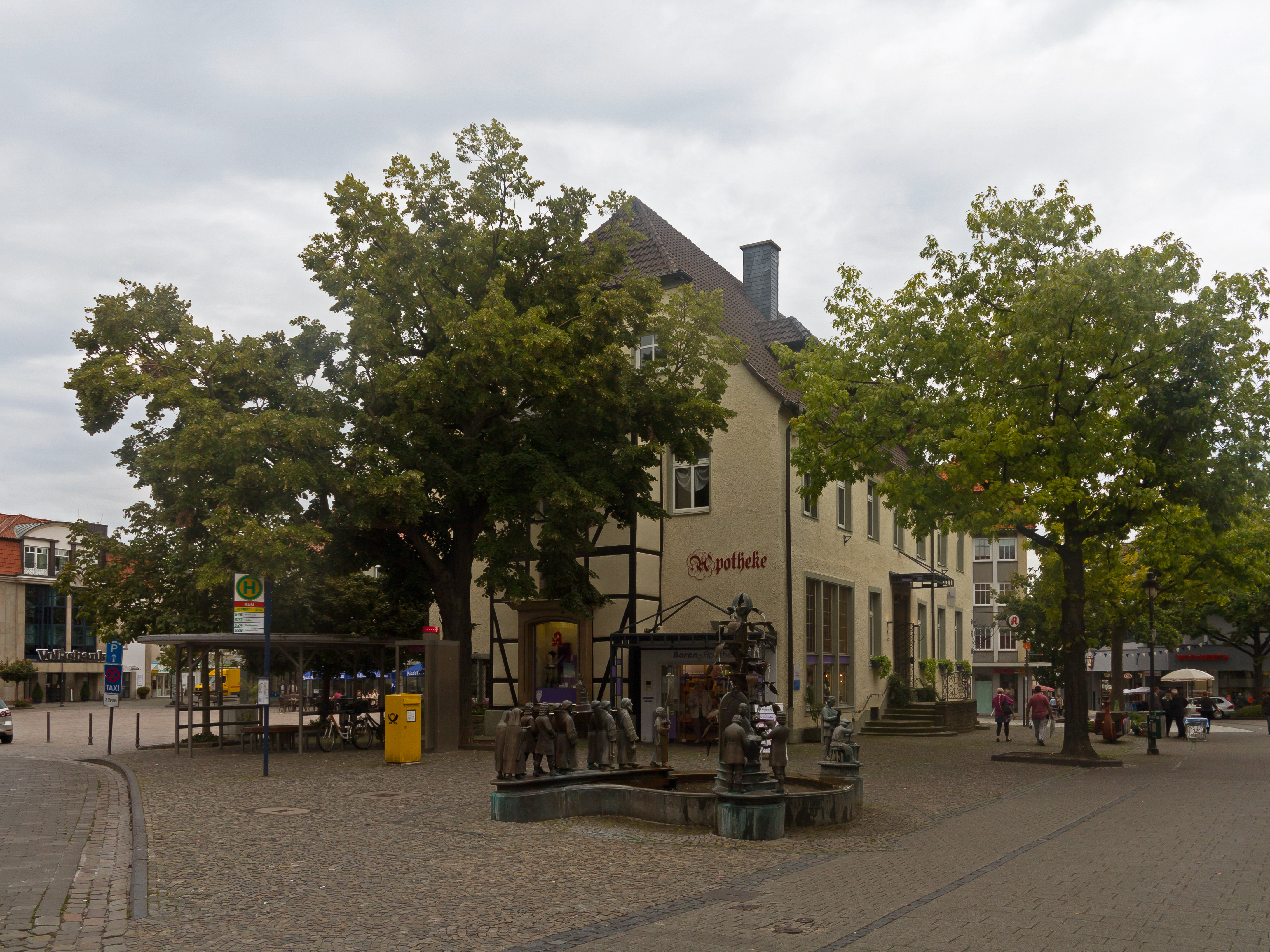
Sculpture près de la pharmacie.